# Coker (Alabama)
Coker è un comune degli Stati Uniti d'America situato nella contea di Tuscaloosa dello Stato dell'Alabama.